# Batocera wyliei
Batocera wyliei es una especie de escarabajo longicornio del género Batocera,  subfamilia Lamiinae. Fue descrita científicamente por Chevrolat en 1858.
Se distribuye por Angola, Camerún, Costa de Marfil, Gabón, Ghana, Guinea Ecuatorial, Liberia, Nigeria, Uganda, República Centroafricana y República Democrática del Congo. Mide 45-70 milímetros de longitud. El período de vuelo ocurre en los meses de febrero, marzo, abril, mayo y junio.